# Qaravəlli (Şamaxı)
Qaravəlli è un comune dell'Azerbaigian situato nel distretto di Şamaxı. Conta una popolazione di 1 146 abitanti.